# Louise Peyron
Louise Peyron (under en period prinsessan Louise Reuss von Plauen), född 1 november 1918 i Malmö, död den 22 februari 1989, var en tysk prinsessa, verksam på Österlen.
Född som Louise Ebba Pauline, dotter till friherren och majoren Gustaf Carl Knut Bartholomé Peyron (född 1889) och Emma Marie Louise Kockum, (född 1892).
Hon gifte sig 1949 med prins Heinrich Enzio Reuss von Plauen (1922–2000), tillhörig en släkt som regerade i furstendömet Reuss-Gera i östra Tyskland fram till 1918. De skildes 1954, och sonen Ruzzo Reuss växte upp delvis i Rom, delvis (somrarna) hos modern i Landskrona och på Vik, Simrishamns kommun i Skåne.
Peyron gifte om sig 1972 med Theodor Stig Jakob Christoffer "Ted" Ankarcrona (1918–1984), ägare av godsen Boserup i Skåne och Runsa slott i Uppland.